# فوزية (مسلسل)
فوزية مسلسل اجتماعي من إنتاج التلفزيون العربي السوري العام 1977.

## فريق العمل
- تأليف: عادل أبو شنب
- سيناريو: شكيب غنام
- إخراج: شكيب غنام
- مساعد المخرج: فادية عبد ربه وأسعد عيد
- إضاءة: مأمون النابلسي ومحمد عدرا
- صوت: رياض الزغبي

## بطولة
- نجاح حفيظ (منيرة)
- عدنان بركات (أبو ذياب)
- صلاح قصاص (أبو سليم)
- مها المصري (فوزية)
- سلمى المصري (سمية)
- هدي شعراوي (عزيزة)
- هالة حسني (أم سميرة)
- أميمة الطاهر (سميرة)
- علي الرواس (محي الدين)
- يوسف شويري (صالح)
- أدهم الملا (الحكواتي)
- يولاند أسمر (أم سمية)

## وصلات خارجية
مقدمة مسلسل فوزية علي اليوتيوب